# Tomás Correa
Tomás Correa (* unbekannt) ist ein ehemaliger uruguayischer Radrennfahrer.

## Sportliche Laufbahn
1966 siegte er in der Uruguay-Rundfahrt vor Walter Moyano. Correa gewann insgesamt vier Etappen bei seinen Teilnahmen an der heimischen Rundfahrt. 1960 wurde er Sieger im Etappenrennen Mil Millas Orientales, 1963 wurde er Dritter in diesem Rennen. In der Vuelta a Colombia 1960 gewann er drei Etappen. 1963 startete er im Straßenrennen der Panamerikanischen Spiele. 